# República del Bajo Canadá
La República del Bajo Canadá fue un estado separatista proclamado a raíz de las rebeliones de 1837. La derrota de la rebelión significó que el Estado nunca podría establecerse adecuadamente.